# Хуан Карлос Виљамајор
Хуан Карлос Виљамајор (5. март 1969) бивши је парагвајски фудбалер.

## Каријера
Током каријере играо је за Коринтијанс Паулиста, Рајо Ваљекано и многе друге клубове.

## Репрезентација
За репрезентацију Парагваја дебитовао је 1993. године. За национални тим одиграо је 18 утакмица и постигао 3 гола.

## Статистика
| Парагвај | Парагвај | Парагвај |
| Год.     | Ута.     | Гол.     |
| -------- | -------- | -------- |
| 1993     | 2        | 0        |
| 1994     | 0        | 0        |
| 1995     | 8        | 2        |
| 1996     | 2        | 1        |
| 1997     | 6        | 0        |
| Укупно   | 18       | 3        |